# Universidade de Vilnius

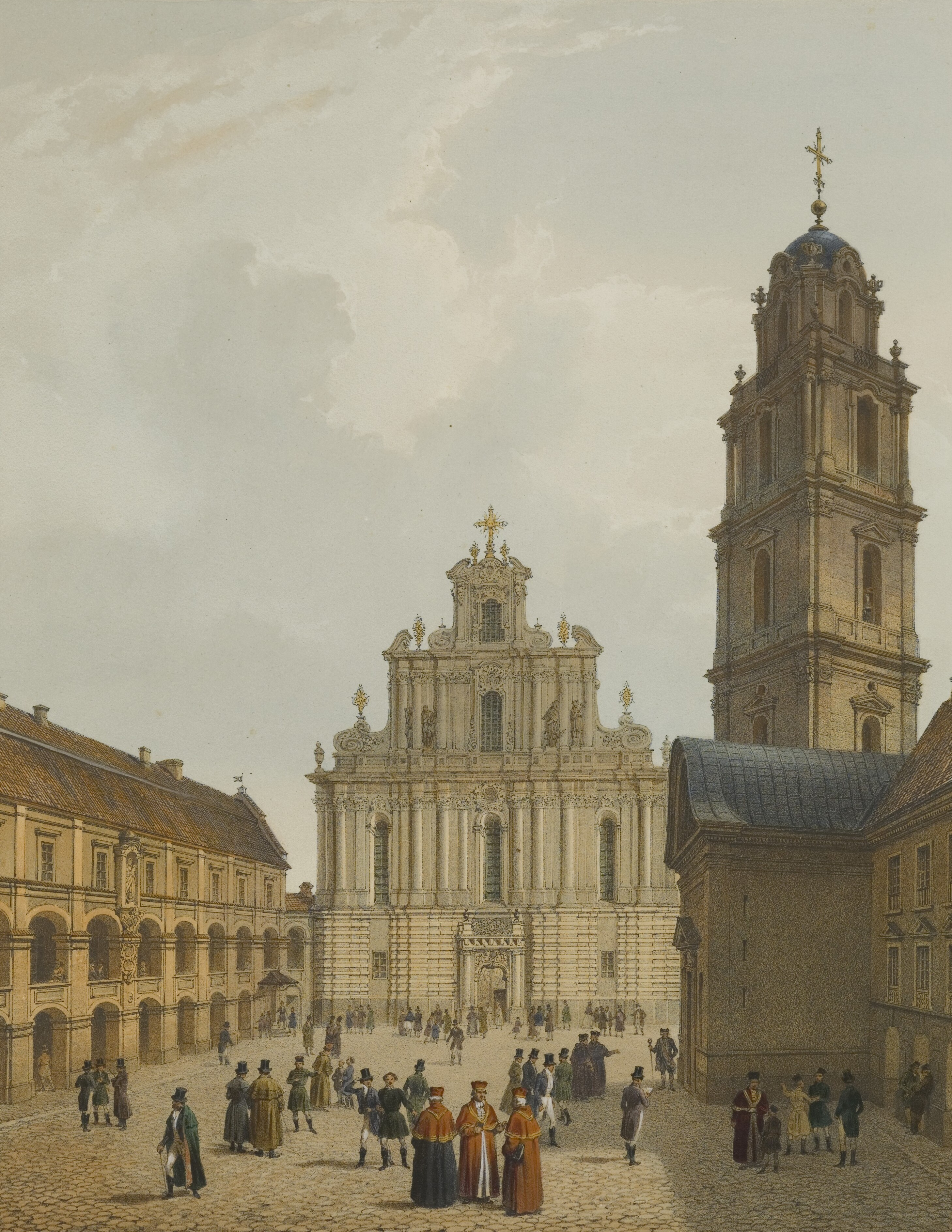
Desenho de cerca de 1850 do pátio principal da Universidade de Vilnius e da Igreja de São João.

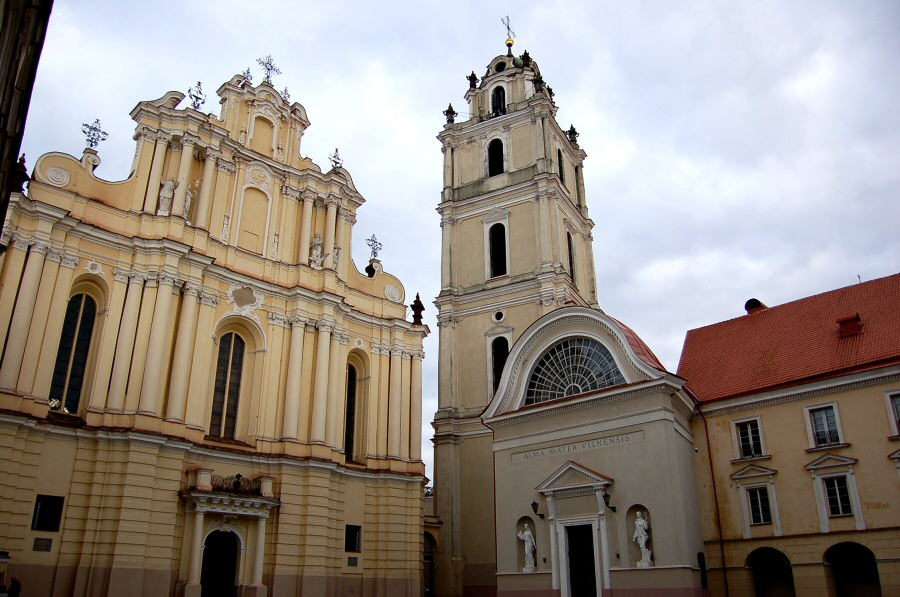
Imagem atual do pátio principal da Universidade de Vilnius e da Igreja de São João.

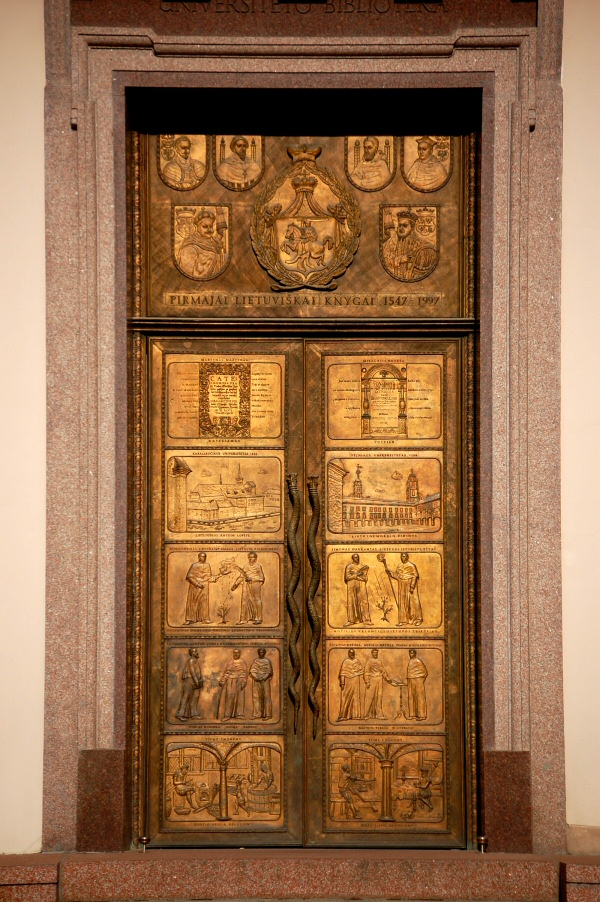
Uma porta em bronze da biblioteca da Universidade de Vilnius em homenagem ao primeiro livro impresso em língua lituana.

Universidade de Vilnius (também conhecida como Universidade Estatal de Vilnius, A Universidade de Vilnius, lituano: Vilniaus universitetas, polonês: Uniwersytet Wileński, antigamente Universidade Stefan Batory, bielorrusso: Вiленскi Унiверсытэт) é uma das mais antigas universidades da Europa Oriental e a maior universidade da Lituânia.

## História

### A República das Duas Nações
Em 1568, a nobreza local pediu para os jesuítas que fundassem uma academia em Vilnius (Wilno) ou em Kaunas. No ano seguinte Walerian Protasiewicz, o bispo de Wilno (Vilnius), adquiriu várias casas no centro da cidade e iniciou a construção da Academia de Vilnius (Akademia Wileńska). Inicialmente, a Academia tinha três divisões: trivium (gramática, retórica e dialética ou lógica), filosofia e teologia. Os primeiros estudantes foram matriculados na Academia em 1570. Uma biblioteca universitária foi criada no mesmo ano; a maioria de seus livros foi doada pelo seu fundador.
Em 1 de abril de 1579, o Rei Stephen Báthory melhorou a qualidade da academia e garantiu-lhe os mesmos direitos dados à Universidade Jagiellon de Cracóvia. Seu édito foi aprovado pela bula papal de Gregório XIII de 30 de outubro de 1579. O primeiro reitor da Academia foi Piotr Skarga. Ele convidou muitos cientistas notáveis de todas as partes da Europa e ampliou sua biblioteca, com a colaboração de muitas pessoas importantes: Sigismundo II da Polônia, Bispo Walerian Protasewicz e o Marechal da Coroa, Kazimierz Lew Sapieha.
Em 1575, o Duque Mikołaj Krzysztof Radziwiłł e Elżbieta Ogińska contribuíram o estabelecimento da primeira editora da academia, uma das primeiras na região. Nesse local foram editados livros em latim e polonês e em 1595 o primeiro livro em língua lituana foi produzido - Catechismusa Prasty Szadei (Palavras Simples de Catecismo), por Martynas Mažvydas.
O período de crescimento da Academia durou até o século XVII. O período seguinte, conhecido como O Dilúvio, levou a uma dramática redução, tanto no seu número de estudantes matriculados quanto na qualidade de seus programas. Na metade do século XVIII, as autoridades educacionais tentaram recuperar a Academia. Isto levou a construção do primeiro observatório na República das Duas Nações, (o quarto na Europa), em 1753, por Tomasz Żebrowski. A Comissão de Educação Nacional tomou a direção da Academia em 1773 e a transformou em uma moderna universidade. Graças ao Reitor da Academia, Marcin Poczobutt-Odlanicki, foi-lhe conferida a posição de Escola Principal (Szkoła Główna) em 1783. A Comissão de Educação Nacional, a autoridade secular que dirigiu a instituição após a dissolução da Companhia de Jesus, deu-lhe um novo estatuto.

### Partições da Polônia

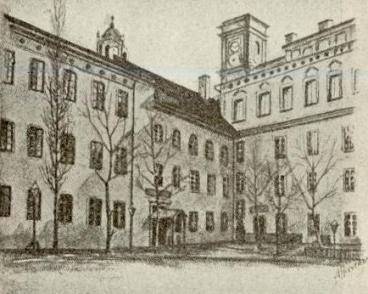
O Campus da Universidade de Vilnius no século XIX...

Depois das Partições da Polônia-Lituânia, Vilnius (Wilno) foi anexada pelo Rússia Imperial. Porém, a Comissão de Educação Nacional manteve o controle sobre a Academia até 1803, quando o Tsar Alexandre I da Rússia aceitou o novo estatuto e renomeou a Academia como A Universidade Imperial de Vilna. Foi garantido à instituição os direitos à administração de todos os meios educacionais do antigo Grão-Ducado da Lituânia. Dentre suas notáveis personalidades estão: o curador (governador) Adam Jerzy Czartoryski e o reitor Jan Śniadecki.
A Universidade floresceu. Por volta do ano de 1823, era uma das maiores da Europa; o número de estudantes ultrapassava ao da Universidade de Oxford. Alguns estudantes foram presos em 1823 por conspirarem contra o Tsar. Dentre eles estava Adam Mickiewicz, que mais tarde se tornou um dos maiores poetas do seu tempo. Em 1832, depois da Revolta de Novembro, a Universidade foi fechada pelo Tsar Nicolau I da Rússia. 

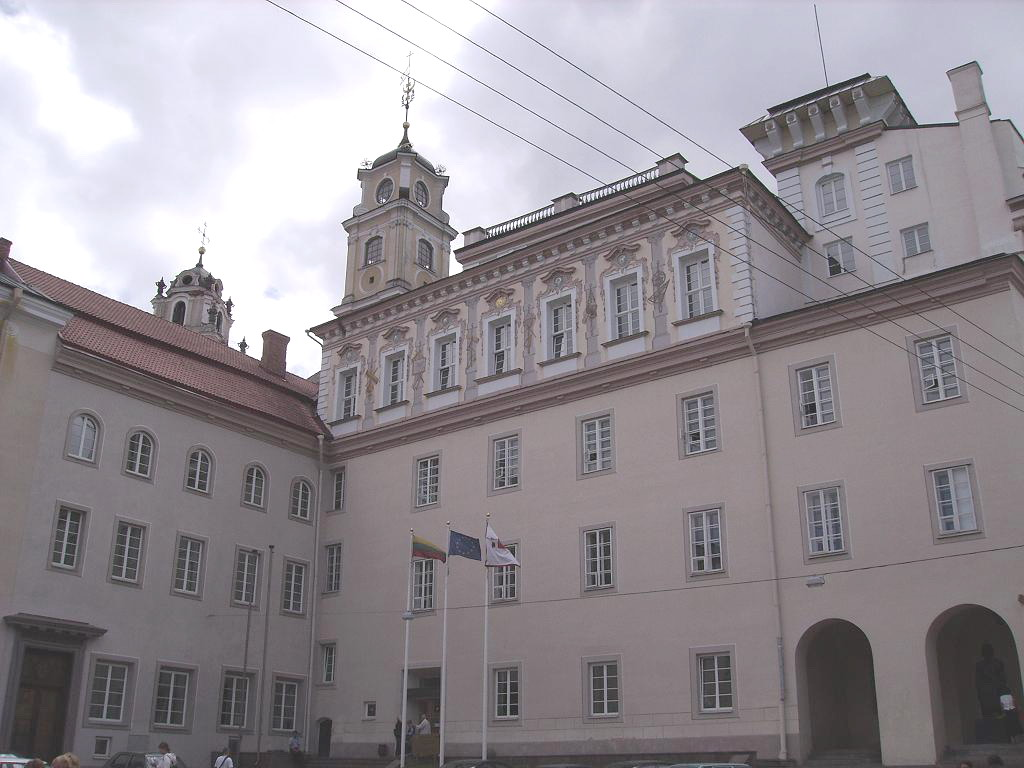
...e no século XXI.

Duas de suas faculdades foram desmembradas: a Academia de Medicina e Cirurgia (Akademia Medyko-Chirurgiczna) e a Academia Católica Romana (Rzymsko-Katolicka Akademia Duchowna), mas logo elas também foram proibidas. A repressão que se seguiu à derrota da revolta resultou na proibição do uso das línguas polonesa e lituana e toda a educação nesses idiomas foi suspensa. Finalmente, a maior parte dos bens da Universidade foi confiscado e enviado para a Rússia (a maioria para São Petersburgo).

### Após 1919
Depois que a área de Vilnius foi anexada pela Polônia, A Academia de Vilnius foi renomeada para Universidade Stefan Batory (Uniwersytet Stefana Batorego) em 20 de agosto de 1919, pelo ato de Józef Piłsudski. A Universidade rapidamente se recuperou e ganhou prestígio internacional, grandemente devido à presença de notáveis cientistas tais como Władysław Tatarkiewicz, Marian Zdziechowski e Henryk Niewodniczański. Dentre os estudantes da Universidade daquele tempo estava o futuro ganhador do Prêmio Nobel Czesław Miłosz. A Universidade cresceu rapidamente, graças ao apoio do governo e de doações particulares.
Em 1938 a Universidade contava com:
- 7 Institutos
- 123 professores
- 104 diferentes unidades científicas (incluindo dois hospitais)
- 3110 estudantes

Dos estudantes estrangeiros da Universidade 212 eram russos, 94 bielorrussos, 85 lituanos, 28 ucranianos e 13 alemães.

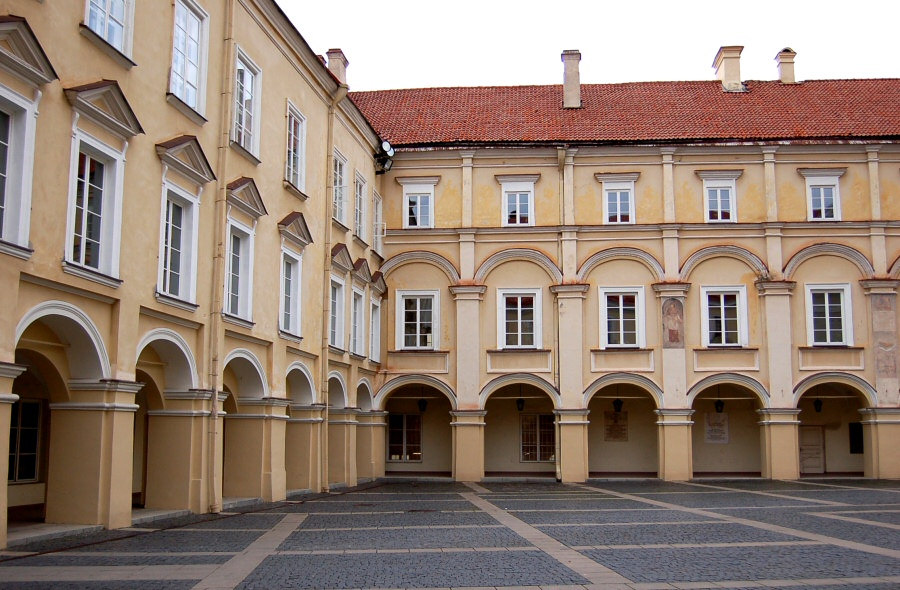
O pátio principal atualmente.

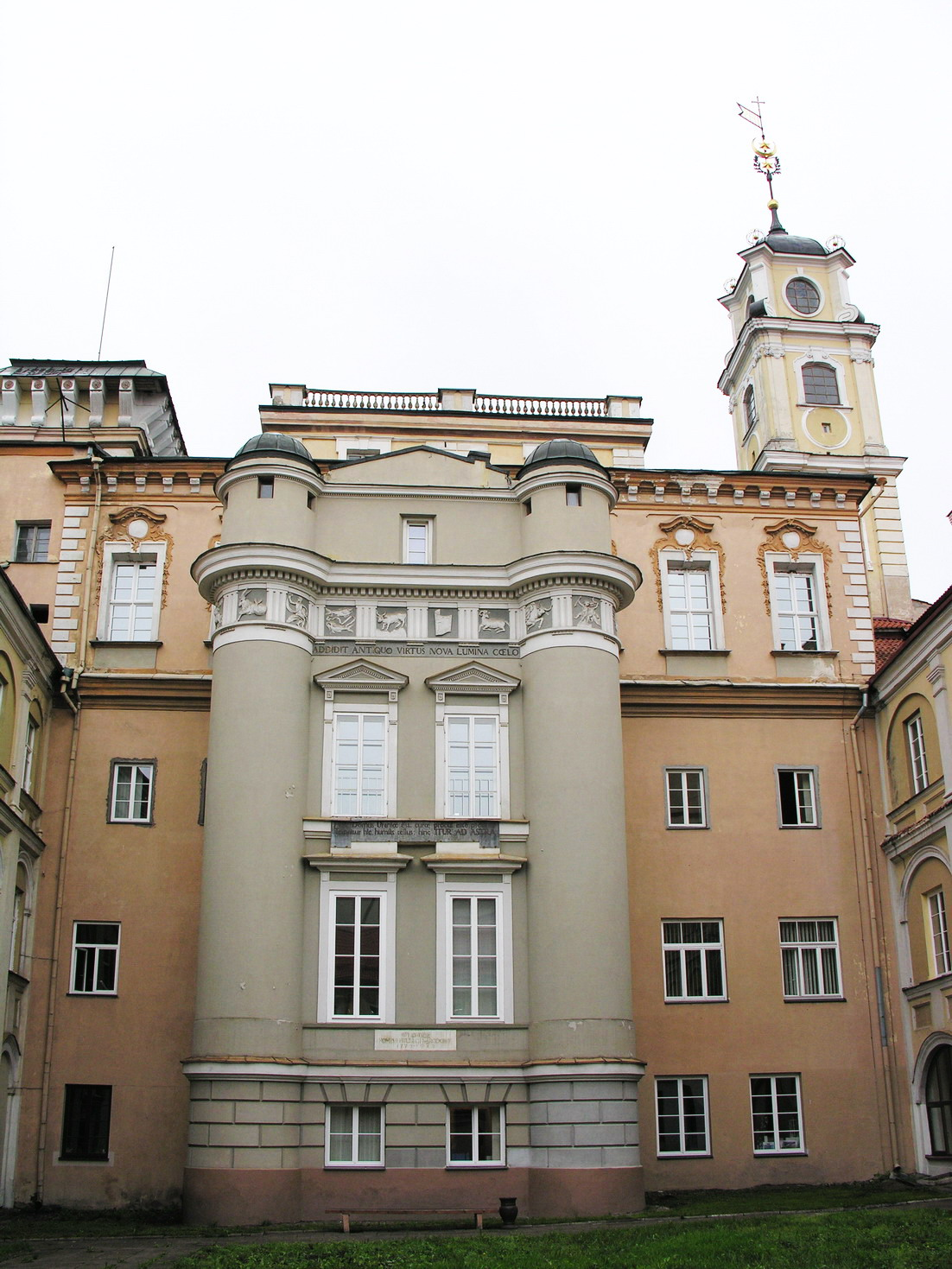
O Observatório da Universidade de Vilnius

### Segunda Guerra Mundial
Após a Invasão da Polônia a Universidade foi fechada. Porém, logo a seguir a cidade foi ocupada pela União Soviética, a maioria dos professores retornaram e quase todas as faculdades foram reabertas em 1 de outubro de 1939. Em 28 de outubro, Vilnius voltou a pertencer novamente à Lituânia. Em 13 de dezembro de 1939 , a nova Carta universitária especificava que a Universidade de Vilnius seria regida de acordo com o  estatuto da Universidade Vytautas Magnus de Kaunas e que os programas em língua lituana e faculdades seriam instituídos. Logo após a anexação da Lituânia pela União Soviética, a maioria dos professores foram presos e enviados para prisões e gulags na Rússia e no Cazaquistão.
A cidade foi ocupada pela Alemanha em 1941, e todas as instituições de ensino superior para os não alemães foram fechadas. Contudo, os professores que permaneceram organizaram um sistema secreto de educação com aulas e avaliações sendo realizadas em residências particulares. Os diplomas das universidades clandestinas foram aceitos por muitas Universidades polonesas depois da Guerra. Em 1944, muitos dos estudantes participaram da Revolta de Vilnius. A maioria dos estudantes foi presa mais tarde pela NKVD e deportados para a União Soviética. Com a expulsão dos alemães em 1944, os remanescentes do corpo docente e estudantes de descendência polonesa que sobreviveram à guerra foram expulsos da cidade. Muitos deles se juntaram a várias universidades na Polônia. A fim de não perderem o contato entre si, os professores decidiram transferir faculdades inteiras. Depois de 1945, a maioria dos matemáticos, humanistas e biólogos se reuniram na Universidade Nicolau Copérnico em Toruń, enquanto que um número de faculdades de medicina formaram a recém criada Universidade de Medicina de Gdańsk.

### Após 1945
Depois da guerra, a Universidade foi renomeada para A Universidade da República Socialista Soviética da Lituânia. Embora sujeita ao sistema soviético, a Universidade de Vilnius cresceu e ganhou importância. A Universidade de Vilnius começou a se libertar da ideologia soviética em 1988, graças à política do glasnost. Em 11 de março de 1990 a Lituânia declarou a sua independência e a Universidade obteve autonomia. Desde 1991, a Universidade de Vilnius tem sido uma signatária da Carta Magna das universidades européias. A Universidade é um membro da Associação das Universidades Européias (AUE) e da Conferência dos Reitores das Universidades do Báltico.

## A Universidade de Vilnius atualmente

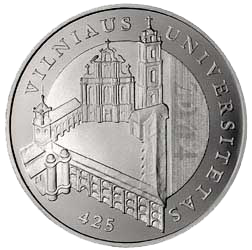
A Universidade de Vilnius representada em uma moeda comemorativa de 1-litas lançada em 2004 em homenagem aos seus 425 anos de fundação

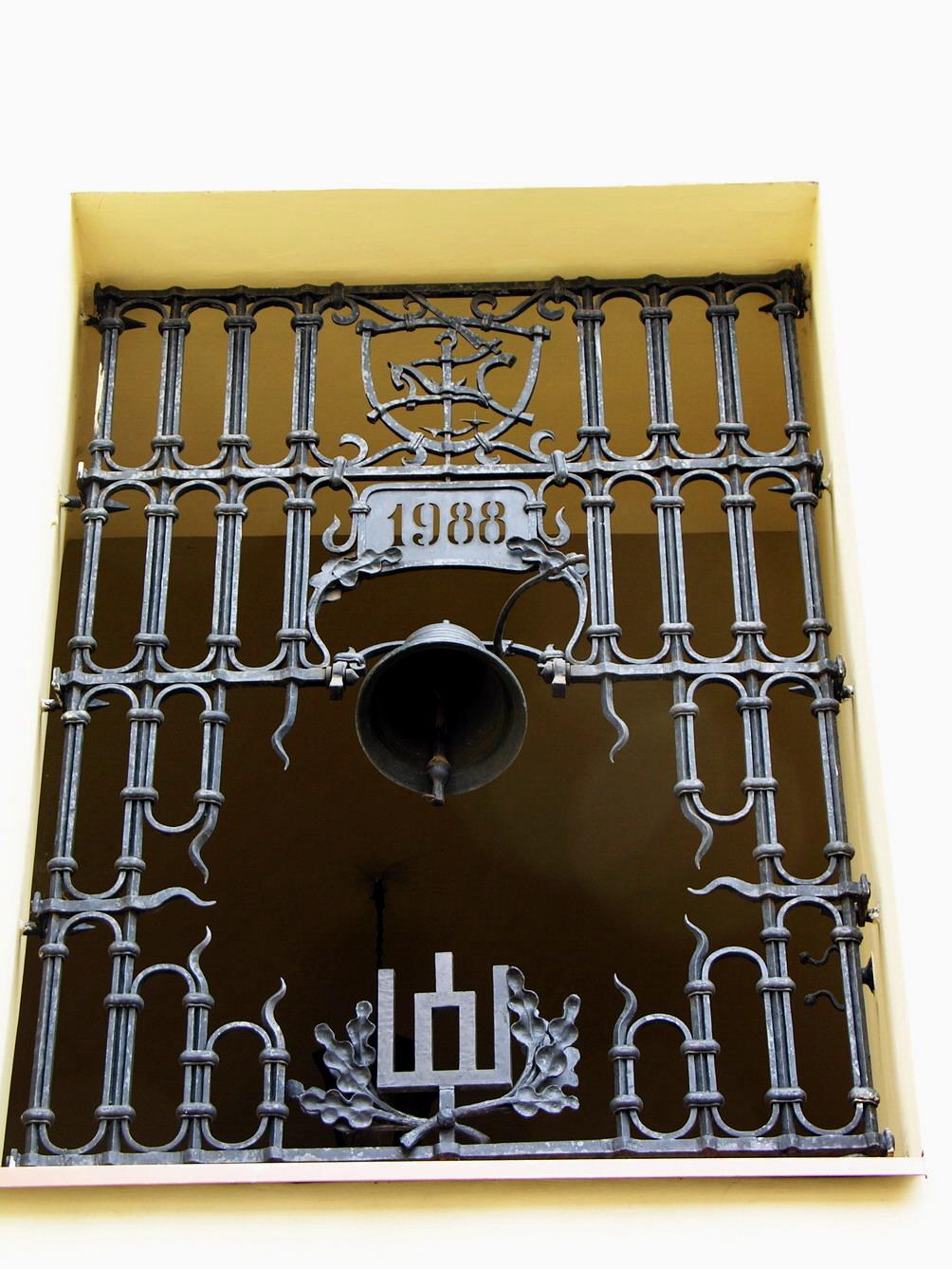
Sino comemorativo na Universidade de Vilnius

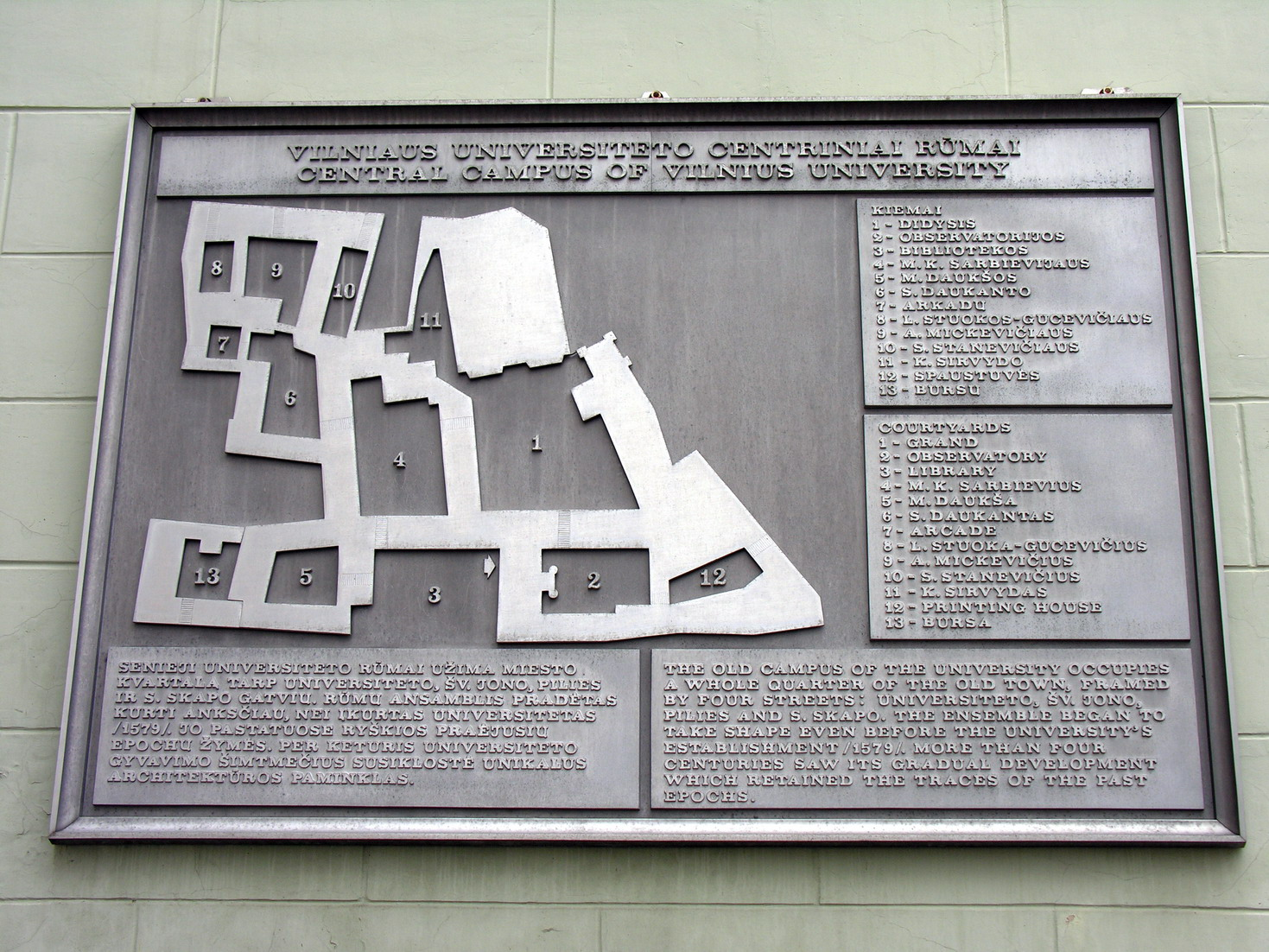
Planta do Campus Central

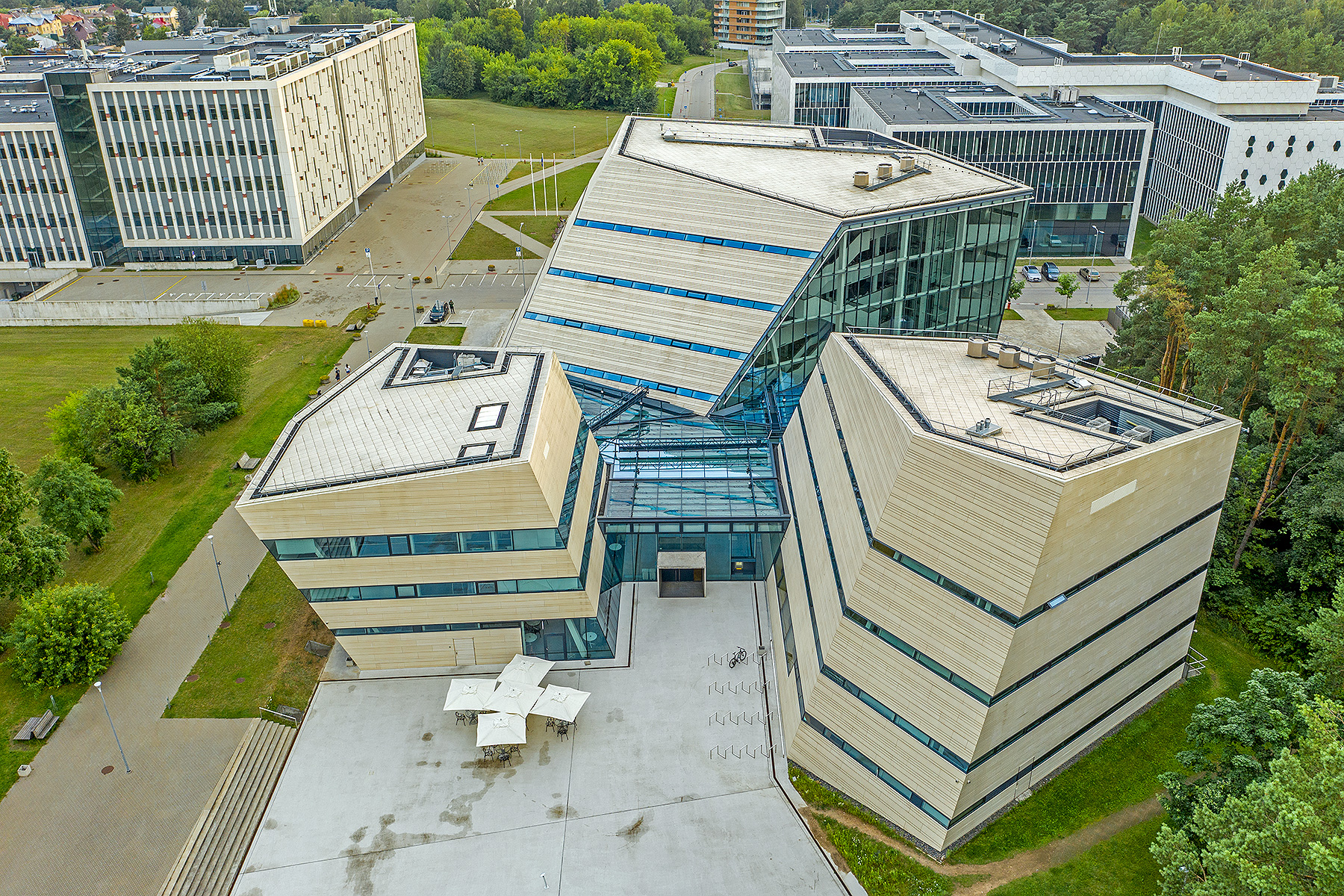
Centro de Comunicação e Informação Académica da Biblioteca da Universidade de Vilnius

Nos tempos modernos, a Universidade ainda oferece cursos com um conteúdo internacionalmente reconhecido.
Em 1 de janeiro de 2006 havia 23 126 estudantes matriculados na Universidade de Vilnius.
O atual Reitor da Universidade é o Professor Benediktas Juodka do Departamento de Bioquímica e Biofísica.

### Organização
Existem doze faculdades:
- Química
- Economia
- Filologia
- Filosofia
- Física
- Ciências naturais
- História
- Faculdade de Humanismo de Kaunas
- Comunicações
- Matemática e Ciência da Computação
- Medicina
- Direito

A universidade tem um número de institutos semi-autônomos:
- Instituto de Relações Internacionais e Ciência Política
- Instituto de Ciência Material e Recursos Aplicados
- Instituto de Línguas Estrangeiras
- Instituto de Ecologia
- Instituto de Imunologia
- Instituto de Física Teórica e Astronomia
- Instituto de Oncologia
- Instituto de Medicina Experimental e Clínica
- UNESCO Centro Associado de Excelência para Pesquisa e Treinamento em Ciências Básicas
- O Instituto Iídiche de Vilnius

Há também diversos centros de pesquisas e estudos na Universidade de Vilnius:
- A.J.Greimas Centro de Semiótica
- Centro de Estudos Ambientais
- Centro para Culturas dos Sem-Pátria
- Centro de Orientalística
- Centro de Melhoria Profissional
- Centro de Estudos e Pesquisa Religiosa
- Centro de Desportos
- Centro para Estudos de Gênero
- Centro de Estudo de Educação à Distância de Vilnius
- Centro de Excelência em Biologia Celular e Lasers
- Centro Internacional de Conhecimento Econômico e de Gerenciamento

### Projetos
Os projetos de pesquisas recentes e em andamento incluem:
- 1999-2002 NATO SfP-972534. "Espectrômetro de laser para testes de Camadas de Cristais e Componentes Ópticos no Alcance Grande Espectral e Angular"[3]. Projeto do programa da NATO Ciência para a Paz.
- Em andamento: "Biologia celular e lasers: para novas tecnologias". Universidade de Vilnius - UNESCO Centro Associado de Excelência.[4]

### Professores e ex-alunos notáveis da Universidade de Vilnius
Por ordem alfabética
- Michał Bobrowski
- Ludwik Chmaj, historiador e filósofo
- Józef Michał Chomiński, musicólogo
- Adam Jerzy Czartoryski
- Tadeusz Czeżowski, lojista
- Simonas Daukantas, historiador
- Ignacy Domeyko, fundador da Universidade de Santiago do Chile
- Henryk Elzenberg, historiador e filósofo
- Józef Gołuchowski, filósofo
- Gottfried Erns Groddeck, médico
- Johann Peter Frank, médico
- Josef Frank, médico
- Tomasz Hussarzewski, historiador
- Stanisław Bonifacy Jundziłł, biólogo
- Daniel Klein, reformador da gramática da língua lituana
- Ludwik Kolankowski, historiador
- Józef Ignacy Kraszewski, escritor
- Zygimantas Liauksminas, filósofo
- Joachim Lelewel, historiador e político
- Henryk Łowmiański, historiador
- Adam Mickiewicz, poeta
- Czesław Miłosz, poeta, ganhador do Prêmio Nobel
- Kazimierz Moszyński, etnólogo
- Ignacy Żegota Onacewicz, cientista polonês e pioneiro do renascimento nacionalista bielorrusso
- Jan Szczepan Otrębski, filólogo, professor de línguas lituana e alemã
- Maciej Kazimierz Sarbiewski, famoso poeta de latim
- Jozef-Julian Sekowski, jornalista
- Piotr Skarga
- Kazimierz Siemienowicz, engenheiro de artilharia, construtor e pioneiro de Astronáutica
- Juliusz Słowacki, poeta
- Stefan Srebrny, filólogo
- Jan Śniadecki, astrônomo, matemático, físico
- Jędrzej Śniadecki, químico e médico
- Martin Śmiglecki, lojista
- Witold Taszycki, lingüísta
- Józef Trypućko, filólogo
- Albertas Vijukas-Kojelavicius, historiador, autor do primeiro livro sobre a História da Lituânia
- Stanislaw Warszewicki, escritor
- Jan Fryderyk Wolfgang, biólogo
- Jakub Wujek, primeiro tradutor da Bíblia para o idioma polonês
- Tomasz Zan, poeta
- Aleksander Chodzko, poeta, tradutor, filólogo
- Joseph Chodzko

## Doutores Honorários Conferidos pela Universidade de Vilnius
- Jan Safarewicz, membro da Academia de Ciências da Polônia, professor da Universidade Jagiellon em Cracóvia (1979)
- Zdenek Češka, membro associado da Academia de Ciências da República Tcheca, reitor da Universidade Carlos, Praga (1979)
- Werner Scheler, professor, Alemanha (1979)
- Valdas Adamkus, presidente da Lituânia (1989)
- Czesław Olech, diretor do Centro de Matemática Internacional Banach , membro da Academia de Ciências da Polônia, professor da Universidade de Varsóvia (1989)
- Christian Winter, professor, Universidade de Frankfurt am Main (Alemanha) (1989)
- Vaclovas Dargužas (Andreas Hofer), doutor em Medicina (Suíça) (1991)
- Edvardas Varnauskas, doutor em Medicina, professor (Suécia) (1992)
- Martynas Yčas, professor da Universidade de Nova York (1992)
- Paulius Rabikauskas, professor, Universidade Gregorius (Roma, Itália) (1994)
- Tomas Remeikis, professor, Colégio Indiana Calumet (EUA) (1994)
- William Schmalstieg, professor, Universidade da Pennsylvania (EUA) (1994)
- Vladimir Toporov, professor, Instituto de Línguas Eslavas, Academia Russa das Ciências (1994)
- Václav Havel, presidente da República Tcheca (1996)
- Alfred Laubereau, Chefe do Departamento de Física Experimental da Universidade de Munique, professor da Universidade Bairoit (1997)
- Nikolaj Bachalov, membro da Academia Russa de Ciências, Chefe do Departamento de Matemática Computacional da Faculdade de Matemática da Universidade M. Lomonosov de Moscou (1997)
- Rainer Eckert, professor, diretor do Instituto de Estudos Bálticos da Universidade Greifswald (1997)
- Juliusz Bardach, professor da Universidade de Varsóvia (Polônia) (1997)
- Theodor Hellbrugge, fundador e Chefe do Centro para Crianças de Munique, Instituto de Pediatria Social e Medicina do Adolescente, professor da Universidade de Munique (Alemanha) (1998)
- Friedrich Scholz, diretor do Instituto Interdisciplinar de Estudos Bálticos, professor da Universidade de Munique (Alemanha) (1998)
- Zbigniew Brzezinski, professor, conselheiro do governo dos Estados Unidos (1998)
- Maria Wasna, doutor, professor, psicólogo, reitor da Universidade de Münster (Alemanha) (1999)
- Ludwik Piechnik, professor de História da Academia Teológica Papal de Cracóvia (Polônia) (1999)
- Sven Lars Caspersen, professor de Economia, presidente da Associação Mundial de Reitores, reitor da Universidade Aalborg (Dinamarca) (1999)
- Wolfgang Schmid, professor da Universidade Göttingen (Alemanha) (2000)
- Eduard Liubimskij, professor da Universidade de Moscou (Rússia) (2000)
- Andrzej Zoll, professor da Universidade Jagiellon em Cracóvia (Polônia) (2002)
- Dagfinn Moe, professor da Universidade Bergen (Noruega) (2002)
- Jurij Stepanov, professor da Universidade de Moscou (Rússia) (2002)
- Ernst Ribbat, professor da Universidade de Münster (Alemanha) (2002)
- Sven Ekdahl, professor dos Arquivos Secretos da Prússia em Berlim (Alemanha) (2004)
- Peter Ulrich Sauer, professor, Universidade de Hanover (Alemanha) (2004)
- Peter Gilles, professor da Universidade Johan Wolfgang Goethe (Frankfurt am Main, Alemanha) (2004)
- Francis Robicsek, professor do Instituto Carolinas Heart no Centro de Medicina Carolinas em Charlotte, Carolina do Norte (EUA) (2004)
- Aleksander Kwaśniewski, presidente da República da Polônia (2005)
- Vladimir P. Skulachev, professor da Universidade M. Lomonosov de Moscou (Rússia) (2005)
- Vassilios Skouris, professor, presidente do Tribunal de Justiça da União Europeia (2005)
- Pietro Umberto Dini, professor da Universidade de Pisa (Itália) (2005)
- Jacques Rogge, presidente do Comitê Olímpico Internacional (2006)
- Gunnar Kulldorff, professor da Universidade de Umeå (Suécia) (2006)